# トリビューン・パブリッシング
トリビューン・パブリッシング (Tribune Publishing Company, TPCO) はイリノイ州シカゴに本社を置く新聞社である。現在はシカゴ・トリビューンをはじめ、ロサンゼルス・タイムズ、ハートフォード・クーラント、オーランド・センティネル、サウスフロリダ・サン＝センティネル、ボルティモア・サン、モーニング・コールを発行している。
2008年12月、経営破綻のため会社更生手続き適用申請提出。2013年7月、ローカルTVホールディングスより19のテレビ局を27億3000万ドルで買収し、保有する23のテレビ局と合わせて42局となり、全米最大のテレビ局保有企業となる。

## 社名の変遷
2016年4月、USAトゥデイを発行する新聞大手ガネット・カンパニーから買収提案を受けていることが明らかになった。同年6月20日、社名をトリビューン・カンパニー (Tribune Company) からトロンク (Tronc) に変更。新社名は「トリビューン・オンライン・コンテンツ」を略したものとなる。
社名の変更は、トリビューンという名称に愛着を感じる読者には不評をかった。2018年に入ると社名変更を主導したマイケル・フェロ会長が退職したことから、2018年10月9日、トロンクは旧社名のトリビューン・パブリッシングに再度社名を変更した。NASDAQのティッカーシンボルも「TRNC」から「TPCO」に変更している。

## その他
- 2018年12月29日、コンピューターシステムがマルウェアを起点としたサイバー攻撃を受けた。影響はシステムを共有する新聞社の印刷システムにまで影響を与えた[5]。